# ریویچی سوگی‌یاما

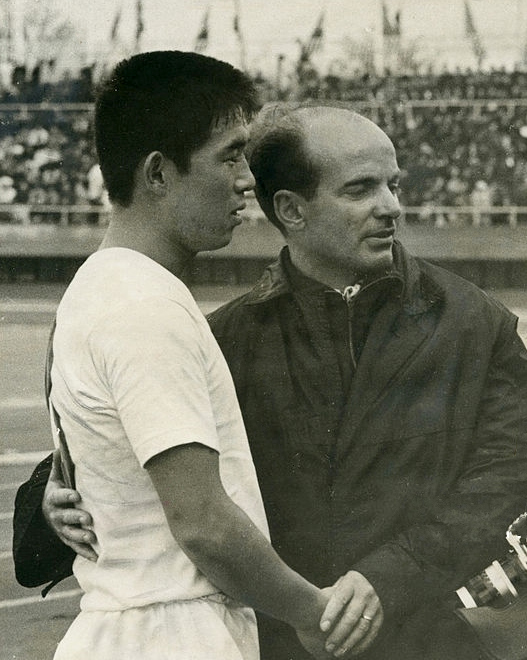
ریویچی سوگی‌یاما با لباس سفید

ریویچی سوگی‌یاما (به انگلیسی: Ryuichi Sugiyama) بازیکن فوتبال اهل ژاپن و عضو تیم ملی فوتبال ژاپن است که در تاریخ ۲۸ مه ۱۹۶۱ میلادی اولین بازی ملی‌اش را انجام داد. او در ۵۶ بازی ملی حضور داشت و آخرین بازی ملی خود را در تاریخ ۲ اکتبر ۱۹۷۱ میلادی انجام داد. ریویچی سوگی‌یاما در بازی‌های ملی‌اش
۱۵ گل به ثمر رساند.